# Slalomvärldsmästerskapen i kanotsport 1979
Slalomvärldsmästerskapen i kanotsport 1979 anordnades i Jonquière i provinsen Québec i Kanada. 

## Medaljsummering

### Medaljtabell
| Pl.    | Nation          | Guld | Silver | Brons | Totalt |
| ------ | --------------- | ---- | ------ | ----- | ------ |
| 1      | USA             | 4    | 1      | 2     | 7      |
| 2      | Österrike       | 1    | 2      | 0     | 3      |
| 2      | Västtyskland    | 1    | 2      | 0     | 3      |
| 4      | Storbritannien  | 1    | 1      | 1     | 3      |
| 5      | Polen           | 1    | 0      | 1     | 2      |
| 6      | Frankrike       | 0    | 2      | 0     | 2      |
| 7      | Schweiz         | 0    | 0      | 3     | 3      |
| 8      | Tjeckoslovakien | 0    | 0      | 1     | 1      |
| Totalt | Totalt          | 8    | 8      | 8     | 24     |

### Herrar
| Gren    | Guld                                                                                             | Poäng  | Silver                                                                                            | Poäng  | Brons                                                                                        | Poäng  |
| C-1     | Jon Lugbill (USA)                                                                                | 238,49 | David Hearn (USA)                                                                                 | 242,85 | Bob Robison (USA)                                                                            | 255,62 |
| C-1 lag | USA Jon Lugbill David Hearn Bob Robison                                                          | 279,55 | Västtyskland Jürgen Schnitzerling Walter Horn Udo Werner                                          | 353,17 | Tjeckoslovakien Milan Gába Karel Třešňák Karel Ťoupalík                                      | 414,88 |
| C-2     | Västtyskland Dieter Welsink Peter Czupryna                                                       | 260,67 | Frankrike Pierre Calori Jacques Calori                                                            | 275,43 | Polen Wojciech Kudlik Jerzy Jeż                                                              | 277,11 |
| C-2 lag | Polen Wojciech Kudlik & Jerzy Jeż Jan Frączek & Ryszard Seruga Zbigniew Czaja & Jacek Kasprzycki | 334,65 | Frankrike Pierre Calori & Jacques Calori Richard Hernanz & Mare Labedens Jean Lamy & Robert Platt | 373,35 | Schweiz Christoph Studer & Ernst Rudin Martin Wyss & Roland Wyss Hardy Künzli & Peter Probst | 477,81 |
| K-1     | Peter Fauster (AUT)                                                                              | 209,08 | Eduard Wolffhardt (AUT)                                                                           | 211,09 | Richard Fox (GBR)                                                                            | 211,47 |
| K-1 lag | Storbritannien Richard Fox Albert Kerr Allan Edge                                                | 235,36 | Österrike Norbert Sattler Peter Fauster Eduard Wolffhardt                                         | 243,28 | Schweiz Milo Duffek René Zimmermann Martin Brandenburger                                     | 245,48 |

### Damer
| Gren    | Guld                                      | Poäng  | Silver                                                  | Poäng  | Brons                                           | Poäng  |
| K-1     | Cathy Hearn (USA)                         | 253,30 | Elizabeth Sharman (GBR)                                 | 253,86 | Linda Harrison (USA)                            | 257,74 |
| K-1 lag | USA Cathy Hearn Linda Harrison Becky Judd | 384,07 | Västtyskland Ulrike Deppe Elke Dietze Gabriele Köllmann | 385,81 | Schweiz Kathrin Weiss Sabine Weiss Alena Kucera | 409,91 |